# ルートヴィヒ3世 (プファルツ選帝侯)

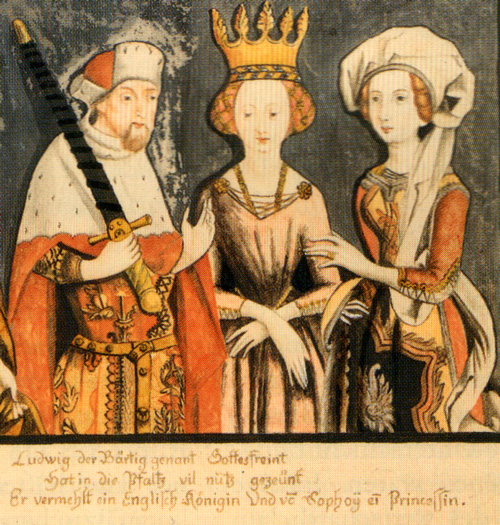
ルートヴィヒ3世（左）と最初の妃ブランシュ（中央）、2番目の妃マティルデ（右）。

ルートヴィヒ3世（Ludwig III., 1378年1月23日 - 1436年12月30日）は、プファルツ選帝侯（在位：1410年 - 1436年）。

## 生涯
ドイツ王にも選ばれたループレヒト3世の次男。母はニュルンベルク城伯フリードリヒ5世の娘エリーザベト。プファルツ＝ノイマルクト公ヨハン、プファルツ＝ジンメルン＝ツヴァイブリュッケン公シュテファン、プファルツ＝モスバッハ公オットー1世の兄。
兄ループレヒト・ピパンが早世したため、父の死後に選帝侯位を継承した。文化的で信心深く、ハイデルベルク大学の後援者となった。ルートヴィヒ3世はローマ王ジギスムントの代理を務め、コンスタンツ公会議ではジギスムントを支持した。そのため、後にヤン・フスとプラハのヒエロニムスに対して刑を執行した。また、1415年にジギスムントの命令で対立教皇ヨハネス23世をハイデルベルク城に幽閉した。
ルートヴィヒ3世は1427年、息子ループレヒトの死後に行った聖地巡礼から病を得て帰国した。1430年以降、ほとんど目が見えなくなり、1435年には妃マティルデとその側近らに権力を剥奪された。翌1436年、ルートヴィヒ3世はハイデルベルクで死去し、息子のルートヴィヒ4世が跡を継いだ。

## 子女

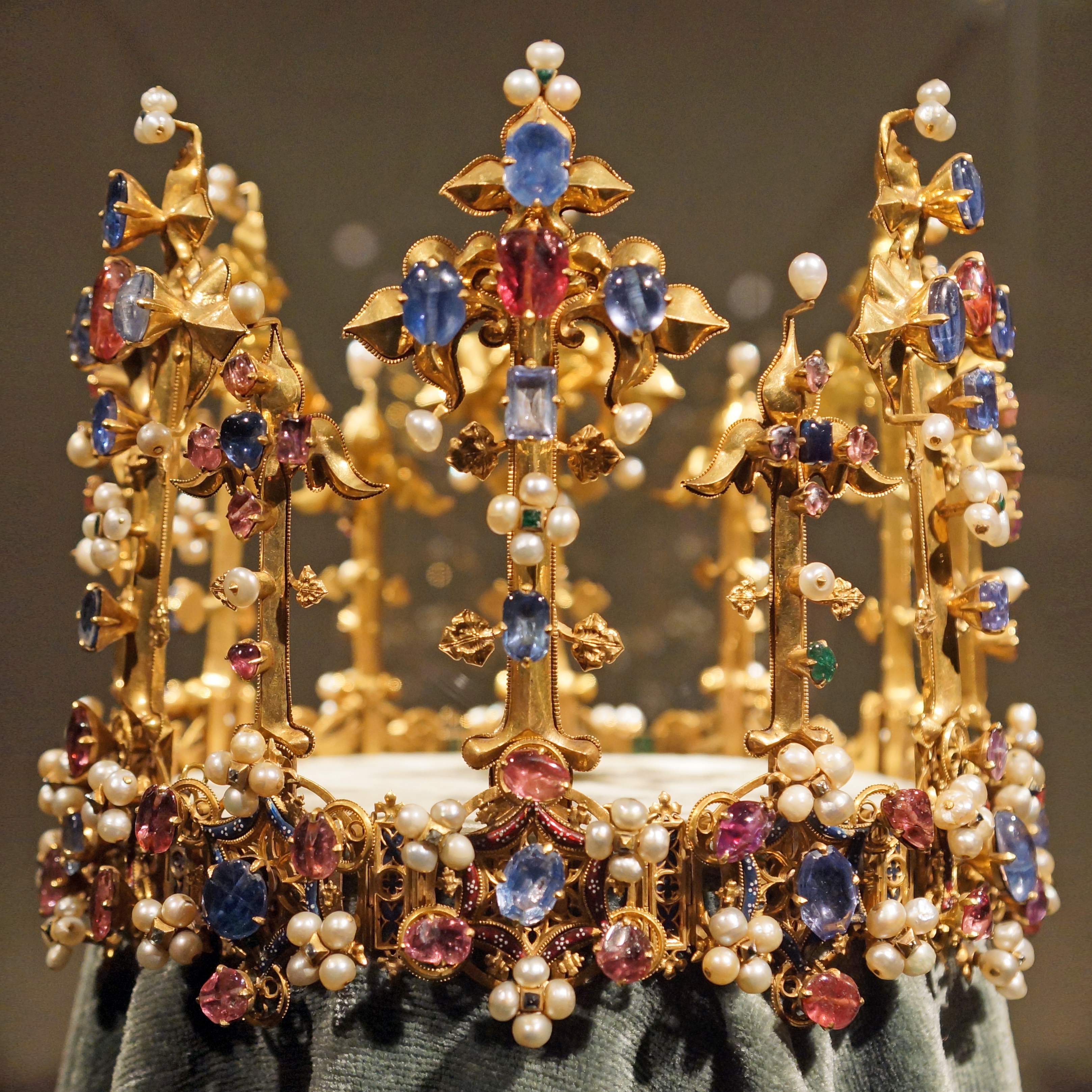
ブランシュの王冠

1402年7月6日にイングランド王ヘンリー4世の娘ブランシュと結婚した。この結婚で「ブランシュの王冠」がプファルツ家にもたらされた。2人の間には1男が生まれた。
- ループレヒト（1406年5月22日 - 1426年5月20日）

1417年にピエモンテ領主アメデーオ・ディ・サヴォイアの娘マティルデ（メヒティルト）と再婚、3男2女を儲けた。
- メヒティルト（1419年 - 1482年） - ヴュルテンベルク伯ルートヴィヒ1世と結婚、後にオーストリア大公アルブレヒト6世と再婚。
- ルートヴィヒ4世（1424年 - 1449年） - プファルツ選帝侯[2]
- フリードリヒ1世（1425年 - 1476年） - プファルツ選帝侯[2]
- ループレヒト（1427年2月27日 - 1480年7月26日） - ケルン選帝侯
- マルガレーテ（1428年 - 1466年11月23日） - リーベナウ修道院の修道女